# 驛傳制
驛传制（日语：駅伝制），又稱宿驛传马制度，是日本古代的一种传达公用书信或物件的方式。该方式的特征在于，传送的人和马从能在宿场进行交替更换。
“宿驛”是指在沿着街道的集落上，供旅人住宿，搬运行李的人与马集合的地方。
“传马”是指幕府人员在处理公用事务的途中，在宿驛更换交替的马。
“传马制”是指公用的书信或物件，从出发地到目的地，并非由同一人或马来搬运，而是在宿场交替人马，实现分工搬运的制度。

## 历史
“传马制”根据曾被各战国大名采用过，并由徳川家康进行了更正式的整备。
徳川家康在关原之战（1600年）胜利后，开始了对全国的街道的整备。庆长6年（1601）在东海道整备的“宿站传马制度”便是其早期成果。
公用的书信或物件附带着“传马朱印状”，人马将其从一个宿场传到另一个宿场。
由于交通量的增加，一开始的传马从36匹增加到了100匹。
宿场负担了人马交替的任务，但作为鼓励，其宅地被课税的年供被免除，同时也能通过提供旅住宿或搬送物件儿获得收入。